# Elragad a hév
Subway. Eat fresh.